# Naturschutzgebiet Lauenhagener See

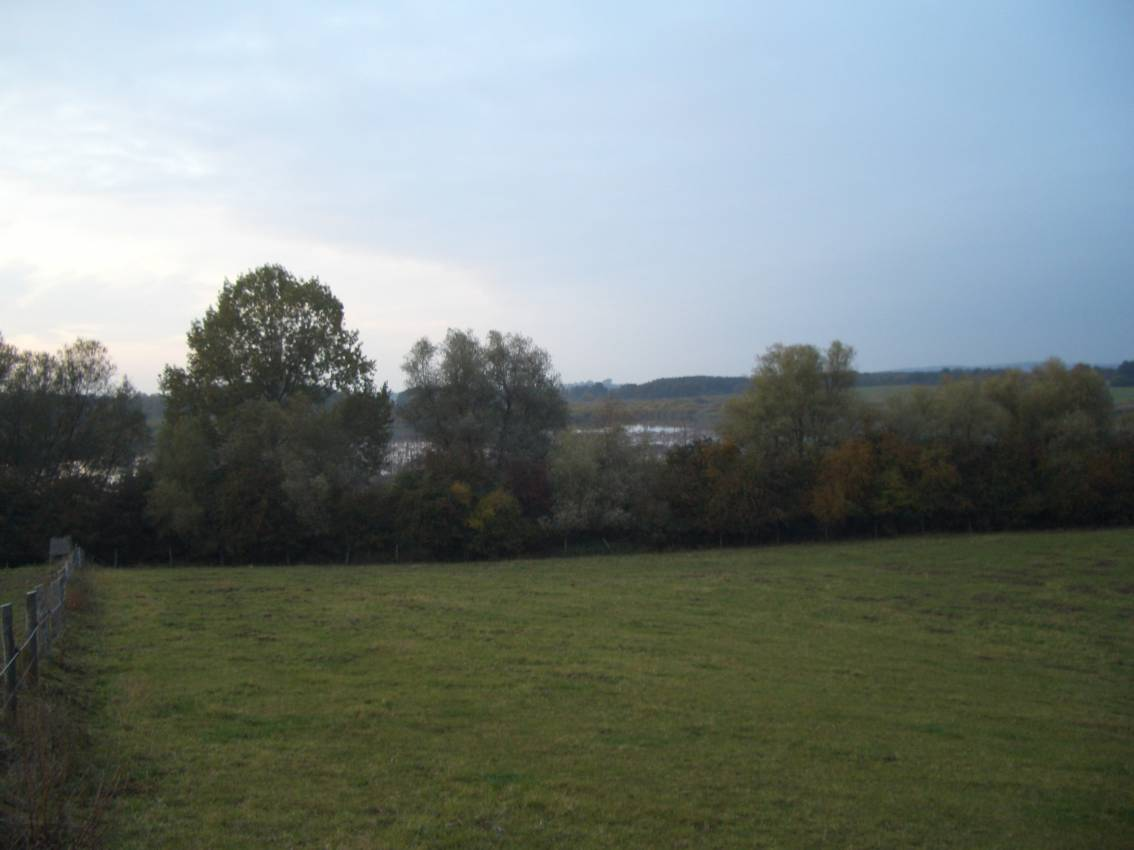
Blick von Osten auf den See

Das Naturschutzgebiet Lauenhagener See ist ein Naturschutzgebiet in Mecklenburg-Vorpommern. Es liegt fünf Kilometer nordwestlich von Strasburg (Uckermark) und umfasst 103 Hektar. Als Naturschutzgebiet wurden die Flächen am 15. Juli 1993 festgesetzt.
Es soll ein in den 1970er Jahren trockengelegter See durch Wiedervernässung wieder natürlich entwickelt werden, da die Flächen in der Vergangenheit zu den bedeutendsten Feuchtgebieten im Landkreis gehörten. Der Gebietszustand wird als befriedigend eingestuft. Es ist bisher nicht gelungen, einen dauerhaften Wasserstand einzustellen. Ein Weg im südlichen Bereich ermöglicht Einblicke in das Gebiet.

## Geschichte und Wasserhaushalt
Die Flächen wurden entscheidend durch die letzte Vereisungsphase geprägt. Ungefähr zwei Kilometer nördlich befindet sich mit den Brohmer Bergen ein markanter Endmoränenzug. Der Lauenhagener See liegt in einer eiszeitlichen Abflussbahn des Schmelzwassers und geht auf eine Toteisform zurück. In der folgenden Zeit bildete sich ein See heraus, der von kalkhaltigem Grundwasser durchströmt wurde. Der See verlandete und ein Durchströmungsmoor mit bis zu zwei Meter mächtigen Torfen konnte sich entwickeln. Ab dem Jahr 1780 wurde der See zum Betrieb einer Wassermühle angestaut. Auf der Wiebekingschen Karte aus dem Jahr 1786 hat der See in etwa den heutigen Umfang. Der Wasserstand wurde Anfang des 20. Jahrhunderts weiter künstlich erhöht, um als Wasserreserve einer Zuckerfabrik zu dienen. Der ursprünglich abflusslose See wurde durch Anlage des Strasburger Mühlbachs in Richtung Uecker entwässert. Zu DDR-Zeiten erfolgte in den 1970er Jahren eine Melioration der Flächen. Bis auf kleine Reste wurde das Feuchtgebiet trockengelegt, um die Entwässerung der angrenzenden Acker und Grünlandbereiche zu fördern. In den Folgejahren trocknete der See im Sommer oft aus und Weidengehölze siedelten sich an. Der in den 1980er Jahren geplante großflächige Torfabbau wurde nicht umgesetzt. Ab dem Jahr 1991 gelang eine Anhebung des Wasserstandes durch ein Staubauwerk. Aktuell ist eine 4 Hektar umfassende Wasserfläche entstanden.

## Pflanzen- und Tierwelt
Der Weidenbewuchs ist immer noch prägend für den ehemaligen Seegrund. Stellenweise schließen sich umfangreiche Schilfröhrichte an. Der flache sich schnell erwärmende See bietet gute Lebensbedingungen für Amphibien wie Rotbauchunke sowie Gras-, Moor-, Laub- und Wasserfrosch.
Mit der Entwässerung verschwundene Vogelarten haben sich wieder angesiedelt, darunter Trauerseeschwalbe, Rohrdommel, Löffel- und Knäkente, Rothalstaucher und Zwergtaucher und der Kranich.